# Hegyi billegető
A hegyi billegető (Motacilla cinerea) a madarak osztályának verébalakúak (Passeriformes) rendjébe és a billegetőfélék (Motacillidae) családjába tartozó faj.

## Rendszerezése
A fajt Marmaduke Tunstall angol ornitológus írta le 1771-ben.

## Alfajai
- európai hegyi billegető (Motacilla cinerea cinerea) – Európa, Észak-Afrika és a Közel-Kelet
- kanári-szigeteki hegyi billegető (Motacilla cinerea canariensis) – Kanári-szigetek és Madeira; alul élénkebb sárga, háta zöldes
- azori hegyi billegető (Motacilla cinerea patriciae) – Azori-szigetek; sötétebb sárga, fehér sáv csak a szem mögött található
- Motacilla cinerea melanope

## Előfordulása
Svédország déli részétől kezdődően csaknem egész Európában otthonos; dél felé az Atlasz-hegységig és a Kanári-szigetekig terjed. Dél-Ázsiáig kóborol. Természetes élőhelyei a füves puszták, édesvízi tavak, folyók és patakok környékén, valamint szántóföldek és városi régiók.

### Kárpát-medencei előfordulása
Magyarországon állandó, rendszeres fészkelő. Fészkelő-állománya 220-320 párra tehető. (2000-2012)

## Megjelenése
Testhossza 18-19 centiméter, szárnyfesztávolsága 25-27 centiméter, testtömege 14-22 gramm. Tavasszal a hím felsőteste hamuszürke, hasi része pedig kénsárga, torka fekete. A szürke színű felsőrész és a fekete torokfolt között hosszant futó fehér sáv húzódik, ugyancsak fehér sáv van a szem fölött. A szárnyakon két, alig feltűnő világosszürke szalagja van. Őszi ruházata fakóbb, torokfoltja fehéres. A szem sötétbarna, a csőr fekete, a láb szaruszínű vagy élénk világosbarna.

## Életmódja
Főként vízhez kötődő rovarokkal táplálkozik, de csigákat is fogyaszt.

## Szaporodása
Hegyi patakok mentén, sziklafal üregeibe készíti fészkét. Fészekalja 4-6 tojásból áll.
|  |  |  |

## Természetvédelmi helyzete
Az elterjedési területe rendkívül nagy, egyedszáma pedig stabil. A Természetvédelmi Világszövetség Vörös listáján nem fenyegetett fajként szerepel. Magyarországon védett, természetvédelmi értéke 50 000 forint.